# Dotykaj
Dotykaj – trzeci album studyjny łódzkiej grupy Rezerwat. Wydany w roku 2016 nakładem wydawnictwa Polskiego Radia.
Płyta zawiera 11 premierowych utworów oraz bonus track, czyli „Zaopiekuj się mną” w wyjątkowej wersji, w której Andrzej Adamiak naśladuje głosem wszystkie instrumenty.
Produkcja muzyczna: Andrzej Adamiak i Rafał Paczkowski.

## Utwory
Źródło:.
1. „Fortepiany” (muz. i sł. Andrzej Adamiak) – 4:51
2. „Armia Boga” (muz. i sł. Andrzej Adamiak) – 4:09
3. „Zostaw zapach swój” (muz. i sł. Andrzej Adamiak) – 4:08
4. „Tylko dotykaj” (muz. i sł. Andrzej Adamiak) – 4:46
5. „Jestem ulicą” (muz. i sł. Andrzej Adamiak) – 4:17
6. „Miliony słońc” (muz. i sł. Andrzej Adamiak) – 4:24
7. „Twoje czary” (muz. i sł. Andrzej Adamiak) – 4:34
8. „Łagodnie” (muz. i sł. Andrzej Adamiak) – 3:38
9. „Moja Lolita” (muz. i sł. Andrzej Adamiak) – 4:11
10. „Podrzucę małpie banana” (muz. i sł. Andrzej Adamiak) – 3:34
11. „Niedźwiedź – brat z krainy bolszewików” (muz. Andrzej Adamiak, sł. Andrzej Adamiak i Andrzej Senar) – 3:51

bonus
1. „Zaopiekuj się mną” (muz. Zbigniew Nikodemski, Piotr Mikołajczyk, sł. Andrzej Adamiak i Andrzej Senar) – 5:01

## Autorzy
Źródło:.
- Andrzej Adamiak – gitara basowa, śpiew
- Bartek Papierz – gitary
- Rafał Jędrzejka – instrumenty klawiszowe (w utworach 1, 2, 5, 8–10)
- Rafał Paczkowski – instrumenty klawiszowe (w utworach 1, 3, 4, 6–8)
- Krzysztof Patocki – perkusja
- Przemek Kuczyński – perkusja (w utworze 11)
- Agnieszka Czernik – głos (w utworze 1)
- Weronika Tomaszewska – głos (w utworach 7, 9)
- Julita Dawidowicz – głos (w utworach 8, 10, 11)